# Takaaki Sugino
Takaaki Sugino (japanisch 杉野 正尭 Sugino Takaaki; * 18. Oktober 1998 in Tsu) ist ein japanischer Turner.

## Erfolge
Takaaki Sugino sicherte sich seinen ersten größeren internationalen Erfolg, als er beim World Challenge Cup 2017 in Paris den ersten Platz am Pauschenpferd belegte. Beim Weltcup ein Jahr darauf in Baku wurde er an diesem Gerät Dritter, außerdem gewann er den World Challenge Cup 2018 in Koper am Reck. 2019 wurde er wiederum beim World Challenge Cup in Guimarães Erster am Pauschenpferd. Außerdem gewann er die Konkurrenz im Bodenturnen. Nachdem er nicht für die Olympischen Spiele 2020 in Tokio in die japanische Équipe berufen worden war, wurde er für die Olympischen Spiele 2024 in Paris nominiert.
Bei den Spielen trat er in drei Konkurrenzen an und erreichte in allen das Finale. Am Pauschenpferd zog er als Vierter der Qualifikation in den Endkampf ein, kam dort mit 14,933 Punkten jedoch nicht über den sechsten Platz hinaus. Am Reck wurde er in der Qualifikation mit 14,733 Punkten sogar Dritter, blieb im Finale allerdings mit 12,266 Punkten hinter seinem Qualifikationsergebnis zurück und erreichte lediglich Rang sieben. Im abschließenden Mannschaftsmehrkampf zog er mit der japanischen Mannschaft hinter China als Zweiter ins Finale ein. Dort setzten sie sich mit 259,594 Punkten knapp vor den Chinesen durch, die mit 259,062 Punkten Zweiter wurden. Die Bronzemedaille gewannen die US-amerikanischen Turner mit 257,793 Punkten. Neben Sugino gehörten noch Daiki Hashimoto, Kazuma Kaya, Shinnosuke Oka und Wataru Tanigawa zur Mannschaft.